# 2023年の猛暑 (日本)
2023年の猛暑（2023ねんのもうしょ）とは、2023年（令和5年）の夏に日本の広範囲を襲った記録的な猛暑である。15地点による夏（6 - 8月）の平均気温偏差は+1.76℃となり、1898年の統計開始以降、日本の観測史上最も暑い夏となった。
とりわけ東北地方では記録的な猛暑となり、8月10日に青森県弘前市で39.3℃、8月31日に秋田県横手市で39.2℃、8月5日に福島県伊達市梁川で40.0℃を観測し、それぞれ県内観測史上最高記録を塗り替えたほか、7月 - 9月にかけて宮城県や岩手県内陸部でも猛暑日が頻発するなど、多くの地域で過去にない暑さとなった。
ただし、南西諸島は平年並みか冷夏であり、九州南部、四国、紀伊半島南部などの日本列島南部では平年並みか、一部猛暑になった地域があった程度だった（2024年と傾向が逆となった）。

## 概況

### 6月
前年とは逆（前年の場合は前半のみ低温があった）で、上旬は北日本・東日本で暖かい空気が流れ込みやすく、中旬以降は北日本から西日本で高気圧に覆われやすくなったため、南西諸島を除いて月平均気温は例年よりもかなり高くなった。北日本を中心に暖かい空気に覆われることが多くなったため、北日本では1ヶ月を通して平年を下回ることはなく、東日本・西日本も1か月を通じて高温となった。

### 7月
北日本を中心に暖かい空気に覆われやすかった事や、東日本・西日本と南西諸島を中心に太平洋高気圧の勢力が強まり、晴れた日が多かったため、全国で猛暑（ただし、沖縄県では一部非真夏日や非熱帯夜が存在していた日もあった）に見舞われた。北日本では1946年の統計開始以降、7月として観測史上1位の高温となり、猛烈な暑さは南西諸島を除き、全国へ広がった。

### 8月
8月に入っても南西諸島を除けば顕著な高温は解消されず、台風6号や7号の影響で南から暖かい空気が流れ込みやすかったため、南西諸島を除いて高温傾向は変わらなかった。8月下旬になっても気温は南西諸島を除いて高温のまま推移し、北日本・東日本では1946年の統計開始以降、8月として観測史上1位の高温となった。

### 9月
9月に入っても顕著な高温は解消されることなく、暖かい空気に覆われる事が多かったため、全国的に高温傾向は変わらなかった。東日本・西日本では1946年の統計開始以降、9月として1位の記録的高温になったほか、稚内（北海道）や久米島（沖縄県）などの101の地点で、月平均気温の高い方から1位を更新した。また、8月の平均気温相当の気温を観測した地域もあり、極めて厳しい残暑だった。

## 原因
気象庁の8月28日時点での分析によると、7月後半以降の顕著な高温の要因は、フィリピン付近で台風を含む積雲対流活動が活発だった影響で、日本付近に亜熱帯ジェット気流が北偏し、暖かい高気圧に覆われて下層の太平洋高気圧の張り出しが記録的に強まった事もあり、これによって安定した晴天が続いて気温が上がった。フィリピン付近での積雲対流活動の活発化は、冬に終息したラニーニャ現象の影響で、熱帯インド洋において積雲対流活動が平年より弱かった事が影響した可能性があった。なお、日本付近の亜熱帯ジェット気流の北偏には、ヨーロッパ・地中海方面でのジェット気流の蛇行の影響が及んだ可能性もあるという。その後、2024年7月19日の気象庁による調査の結果、黒潮続流の極端な北上に伴い、北日本近海で海面水温の極端な高温が続く海洋熱波が発生したことにより、下層雲の形成が妨げられて日射が増大したこと、海洋が大気を直接加熱したこと、大気中の水蒸気が増えて温室効果が強まったことが影響した可能性が高いことが明らかとなった。

## 経過
2023年の猛暑がこれまでに比べて顕著だった理由として、相対的に暑さが穏やかな日が少なかったことが挙げられる。2018年は7月の南西諸島のみ、2019年や2020年は7月、2021年は8月に比較的暑さが穏やかな時期が存在したが、2023年の場合は6月中旬から9月末まで、沖縄・奄美地方を除いて気温が平年を下回る時期が存在しなかった。
- 5月17日 - 岐阜県揖斐川町で35.1℃を観測。全国で今季初めての猛暑日となった。また、国内における観測史上2番目に早い猛暑日の記録となった（歴代1位は5月13日（1993年））。
- 5月18日 - 福島県伊達市梁川で36.2℃、福島市で35.4℃など、全国6地点で猛暑日を観測。
- 7月4日 - 岐阜県揖斐川町で36.5℃、京都府京都市で36.3℃を観測。
- 7月6日 - 高知県四万十市江川崎で36.7℃、山口県岩国市広瀬で36.3℃、三重県松阪市粥見で36.0℃を観測。
- 7月7日 - 新潟県新津で37.0℃を観測し、この年全国初の37℃以上を記録した。また、福島県福島市と群馬県伊勢崎市で36.9℃を観測。
- 7月9日 - 北海道北見市で35.0℃を観測し、この年道内初の猛暑日を記録。
- 7月10日 - 山梨県大月市で38.7℃など、全国で猛烈な暑さ。
- 7月11日 - 山梨県甲州市勝沼で38.0℃を観測したほか、全国の57地点で猛暑日を観測。
- 7月12日 - 東京都八王子市で39.1℃を観測し、全国で今季初めての39℃以上を記録した。
- 7月16日 - 群馬県桐生市で39.7℃を観測。そのほか7地点で39℃台を記録。
- 7月17日 - 愛知県豊田市で39.1℃を観測したほか、全国195地点で猛暑日を観測。
- 7月18日 - 三重県桑名市で39.0℃、埼玉県越谷市で38.8℃など、全国163地点で猛暑日を観測。
- 7月24日 - 群馬県伊勢崎市で37.2℃、館林市で37.1℃など、全国88地点で猛暑日を観測。
- 7月25日 - 群馬県伊勢崎市で39.5℃など、全国4地点で39℃台を記録。
- 7月26日 - 埼玉県鳩山町で39.7℃、愛知県豊田市で39.2℃など、全国7地点で39℃台を記録し、東京都では猛暑日最多日数を更新した。さらに、滋賀県大津市で38.4℃を観測し、同市で統計開始以来最も高い気温を記録。全国の猛暑日地点は226地点。
- 7月27日 - 大阪府枚方市で39.8℃を観測し、2日連続でこの年の最高気温を更新した。全国の猛暑日地点は251地点。
- 7月28日 - 群馬県伊勢崎市で39.4℃を観測したほか、全国233地点で猛暑日を観測。また、真夏日を観測した地点は835地点と全国の9割で観測し、2012年以降最多となった。
- 7月29日 - 埼玉県寄居町で38.4℃、栃木県佐野市で38.4℃、福島県福島市で38.2℃など。全国で猛暑日地点は216地点、真夏日地点は847地点と、先日の記録を更新し、過去最大の地点数となった。
- 7月30日 - 埼玉県鳩山町で39.6℃、群馬県館林市や埼玉県熊谷市で39.1℃など。全国の猛暑日観測地点数は223地点。
- 7月31日 - 埼玉県熊谷市で39.2℃、群馬県伊勢崎市と埼玉県鳩山町で39.1℃など。
- 8月1日 - 大阪府枚方市で39.0℃など。滋賀県大津市では38.5℃を観測し、7月26日の記録を更新した。
- 8月2日 - 島根県益田市で37.3℃、福岡県太宰府市で37.1℃など。
- 8月3日 - 鳥取県米子市で38.2℃、鳥取県鳥取市と境港市で38.1℃など、中国地方日本海側でも猛暑。
- 8月4日 - 埼玉県鳩山町で39.6℃など、全国4地点で39℃台を記録。猛暑日地点はこの年最多の290地点。
- 8月5日 - 福島県伊達市梁川で40.0℃を観測し、この年初めてかつ福島県で初めて40℃以上の気温を記録した。また、福井県坂井市三国で39.5℃、兵庫県豊岡市で39.4℃を観測し、いずれも当時の県内観測史上最高気温となったほか、福島県福島市で39.1℃、京都府舞鶴市で39.0℃を観測した。
- 8月6日 - 兵庫県豊岡市で38.8℃、福井県坂井市三国で38.6℃など。
- 8月7日 - 新潟県新潟市新津で39.0℃、福井県坂井市三国で38.4℃など。
- 8月8日 - 秋田県北秋田市鷹巣で38.9℃、新潟県長岡市で38.7℃など。
- 8月9日 - 新潟県三条市で39.8℃、福井県坂井市三国では39.7℃を観測し同県観測史上最高気温を再び更新した。そのほか新潟県新潟市松浜（新潟空港）で39.7℃、村上市、長岡市寺泊で39.6℃、秋田県秋田市で38.2℃など北陸・東北地方を中心に猛暑となった。また、新潟県佐渡市相川、鳥取県境港市、島根県松江市、同出雲市斐川の4地点では最低気温が30.0℃以上となった。
- 8月10日 - 石川県小松市で40.0℃を観測。この年2度目の40℃以上の気温の観測となった。青森県では記録的猛暑となり、弘前市で39.3℃、五所川原市で39.0℃と県内観測史上最高を大幅に更新した。北海道でも函館市で35.4℃と渡島地方初の猛暑日、厚沢部町鶉で35.0℃と檜山地方初の猛暑日を記録し、道内14管区全てで猛暑日が観測されたこととなった。北陸では新潟県三条市で39.6℃、糸魚川市で39.3℃、富山県富山市八尾で39.0℃を観測した。また、新潟県糸魚川市では最低気温31.4℃を観測し、国内における最低気温の最高記録を塗り替えた（従来の最高記録は31.3℃（2019年8月15日、糸魚川市））ほか、佐渡市相川、境港市、松江市では2日連続で最低気温が30.0℃以上となり、他にも鳥取県米子市、愛媛県松山市などでも最低気温が30.0℃を下回らず、この日最低気温が30.0℃以上となった地点数は歴代最多の10地点に上った。
- 8月12日 - 岐阜県郡上市八幡で39.1℃、愛知県名古屋市で38.0℃など。
- 8月13日 - 大阪府枚方市で39.2℃、豊中市で39.1℃など。また愛知県名古屋市で38.9℃、大阪府大阪市で38.6℃を観測し、それぞれ今季最高気温となった。
- 8月14日 - 新潟県三条市で39.8℃、長岡市寺泊、上越市高田で39.5℃など、新潟県を中心に猛暑。
- 8月15日 - 新潟県長岡市寺泊で39.6℃、長岡市で39.4℃など、引き続き新潟県で猛暑。
- 8月18日 - 長野県上田市で38.4℃。また夏日観測が913地点に達し史上最多となった。
- 8月20日 - 兵庫県福崎町で38.9℃、大阪府枚方市で38.6℃など。
- 8月22日 - 新潟県新潟市新津で38.9℃、秋田県横手市で38.3℃など。
- 8月23日 ‐ 新潟県長岡市で39.0℃、山形県酒田市浜中（庄内空港）で38.9℃、山形県酒田市、秋田県大館市で38.8℃、また秋田県秋田市で38.5℃、北海道札幌市中央区で36.3℃と道県庁所在地の観測史上最高気温を更新した。
- 8月26日 - 北海道斜里町で37.1℃、北見市常呂で36.8℃、網走市で36.7℃など、北海道東部で猛暑。
- 8月31日 - 新潟県新潟市新津で39.4℃、秋田県横手市では39.2℃となり同県観測史上最高気温を更新した。
- 9月19日 - 群馬県桐生市で35.6℃を観測。年間の猛暑日日数が46日に達し従来の国内最多記録を更新した。
- 9月28日 - 静岡県静岡市清水区で36.0℃、静岡市で35.8℃など今季最晩の猛暑日を観測。

## 記録
月平均気温（30.0℃以上）（沖縄県石垣市石垣島のみ7月、他は8月）
- 30.6℃ - 新潟県新潟市、同新潟市松浜、同三条市、富山県富山市
- 30.5℃ - 新潟県長岡市、同糸魚川市、石川県金沢市
- 30.4℃ - 新潟県粟島浦村粟島、富山県富山市秋ヶ島、福井県福井市
- 30.3℃ - 新潟県佐渡市両津、京都府京都市
- 30.1℃ - 山形県酒田市、新潟県長岡市寺泊、同上越市高田、大阪府豊中市
- 30.0℃ - 秋田県秋田市、福井県敦賀市、鳥取県鳥取市、広島県広島市、沖縄県石垣市石垣島

猛暑日連続日数（20日以上）
- 22日 - 富山県富山市秋ヶ島、兵庫県豊岡市
- 20日 - 福井県福井市、京都府福知山市

猛暑日年間日数（40日以上）
- 46日 - 群馬県桐生市
- 45日 - 埼玉県熊谷市
- 43日 - 群馬県館林市、埼玉県鳩山町、京都府京都市
- 42日 - 栃木県佐野市、群馬県伊勢崎市、大阪府枚方市
- 41日 - 岐阜県多治見市、愛知県豊田市
- 40日 - 京都府福知山市

## 影響

### 熱中症
- この猛暑により、熱中症で亡くなった人は1651人に達し、戦後最悪を記録した2010年の1731人に次いで2番目となった。5月から10月3日までに病院に搬送された人は9万1467人、搬送直後に死亡が確認された人は107人に上った。いずれも統計を始めた2008年以降最多。搬送された人の54.9%が高齢者であった[9]。
- 動物病院にも熱中症とみられるペットが相次いで運び込まれた[10]。
- 兵庫県西宮市の阪神甲子園球場では、全国高等学校野球選手権大会に参加していた30人の選手が、熱中症とみられる症状を訴えていた[11]。

### 商品
- 飲料・アイスクリームの販売はおおむね好調であり、それも相まってコンビニエンスストア、セブンイレブン、ファミリーマート、ローソンなどの7社は、2年連続で過去最高を更新した[12]。
  - シャトレーゼが製造するアイスクリームは製造が販売に追いつかず、品薄となった[13]。
- 大手4社での8月のビール系飲料の販売数量は前年比5%増と、2か月連続のプラスとなった[14]。1 - 8月間のビール類の出荷は前年比9.1%増となった[15]。
- 夏物販売は好調であったが、エアコンのみが不調であり、秋物販売はユニクロのみが不調であった。
  - ユニクロでは9月の既存店売り上げが前年比-4.6%と、3か月ぶりに前年同月を下回った[16]。
  - 伊勢丹、髙島屋、J.フロントリテイリング、阪急阪神百貨店、そごう・西武などの7社の既存店は、9月期売り上げが前年を上回った[17]。これは新型コロナウイルスの感染拡大の影響による不調から回復していると考えられる。
- 7月のエアコンの出荷台数は、2カ月連続となる前年同月比低下の、111万7000台を記録した[18]。

### 植物・動物
- 全国でナラ・シイ・カシなどの広葉樹が病原菌に感染することによるナラ枯れの被害が、再び急増となった2020年を上回る可能性が出た。猛暑によって木々が病原菌に感染しやすくなっていったと見られる[19]。
- 気象庁は、猛暑によってスギ・ヒノキの育ちがよかったため、2024年の花粉量は広範囲で平年並みから平年を上回ると発表した。特に北海道、青森県、秋田県では前年を上回る見込みで、その他の地域では前年を下回ると予想した[20]。
- 里山の環境の変化、2023年の暖春・猛暑によって餌となるドングリ類が不足したことなどにより、全国でクマ被害が相次いだ。環境省によると、2023年に全国でクマの出没件数は昨年の1万1135件を上回る2万3669件に上り、人身事故数は昨年の71件を上回る198件となり、被害者数は昨年の75人を上回る219人となった[21][22]。

### 農産物・海産物・畜産物
多くの農産物・海産物・畜産物で生産量が落ちる被害が出た。
- 2023年9月末の2023年産米の品質検査結果で、1等米比率が59.6%と2022年の79.4%を大きく下回り、データが比較可能な1999年以降では2010年の62.4%を下回る最低値となった。猛暑と渇水による高温障害のため、養分が十分に吸収されなかったことが原因とみられる[23]。また、農林水産省による全国の作況指数は、2023年は101の「平年並み」で確定した[24]。
- 猛暑と小雨による野菜の生長遅れにより、野菜価格が高騰した。農林水産省の「食品価格動向調査（野菜）」によると、10月の時点でトマトが127％、ダイコンは129％、ニンジンは141％、ネギは145％、レタスは10月前半の価格が平年を下回ったが、10月後半からは平年を上回った[25]。10月以降の低温もあり、11月までこの高値傾向は続いた[26]。
- 順調な降雨によって、全国的にマツタケが豊作となった。東京都中央卸売市場では、9月29日 - 10月5日のマツタケの入荷量は前年比109tで、1kg当たり去年より安い7万5600円となった[27]。ただし、長野県産のマツタケのみは例年を上回る暑さに見舞われ、降水量が少なかった影響で不作となった[28]。一方、ツキヨタケなどの毒キノコも大発生したため、有毒植物を含む食中毒も多発し[29]、全国で44件、114人が毒キノコや有毒植物により、植物性自然毒による食中毒被害にあった。前年に比べると過去最多である[30]。

### 電気
猛暑のため、冷房需要が増えたことなどから、全国で電気使用量の記録更新が相次いだ
- 7月の需要電力量合計は732億6000万キロワットアワー時で、7月としては史上最大となった。
- 8月の需要電力量合計は814億7000万キロワットアワー時で、対前年同月比1.2%増となった。
- 9月の需要電力量合計は793億3000万キロワットアワー時で、対前年同月比3.8%増となり、9月としては史上最大となった。